# Hersberg
Hersberg är en ort och kommun i distriktet Liestal i kantonen Basel-Landschaft, Schweiz. Kommunen har 391 invånare (2023).